# Agabus striolatus
Agabus striolatus är en skalbaggsart som först beskrevs av Leonard Gyllenhaal 1808.  Agabus striolatus ingår i släktet Agabus och familjen dykare. Enligt den finländska rödlistan är arten nära hotad i Finland. Arten är reproducerande i Sverige. Artens livsmiljö är näringsrika sjöar. Inga underarter finns listade i Catalogue of Life.

## Bildgalleri

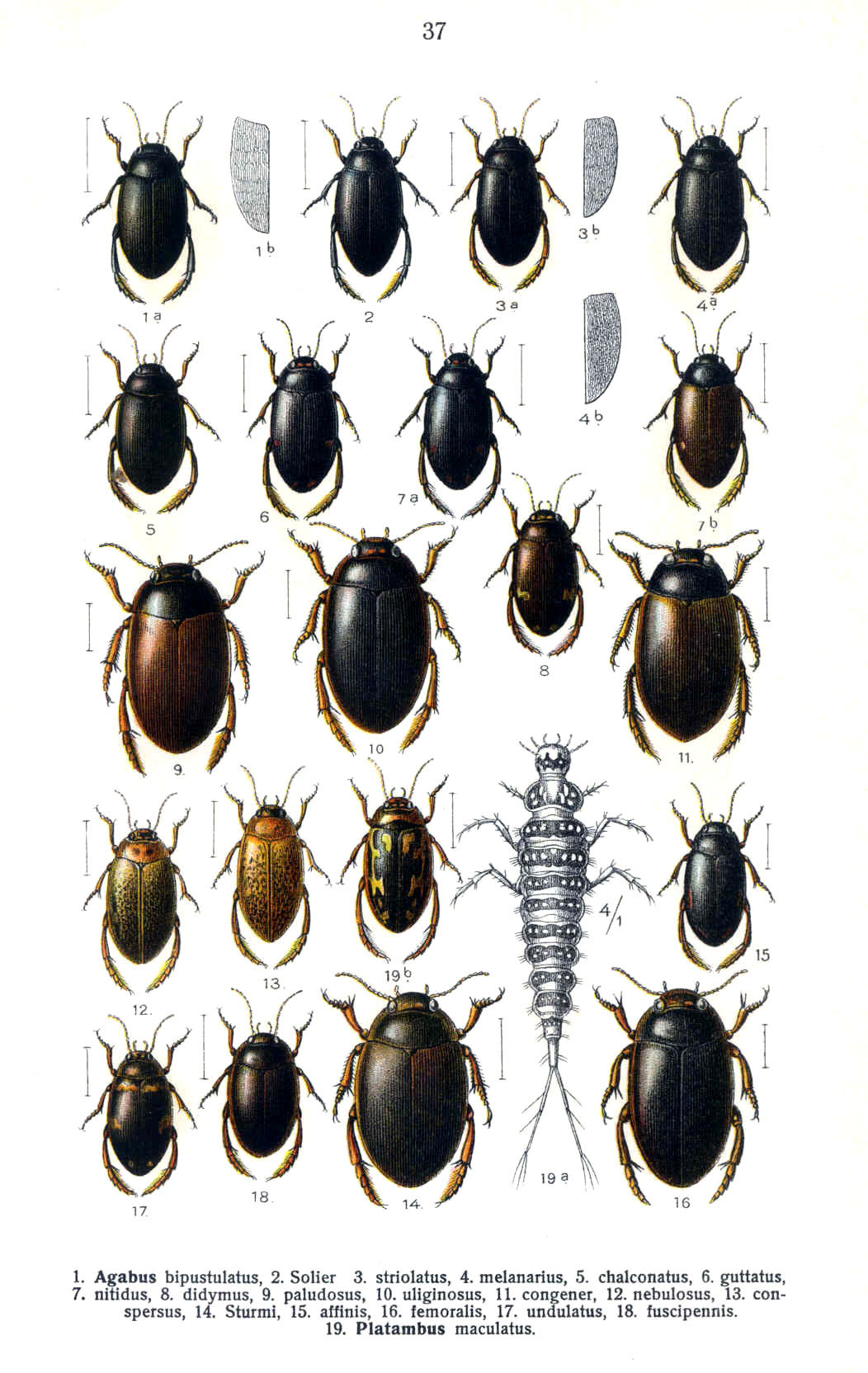
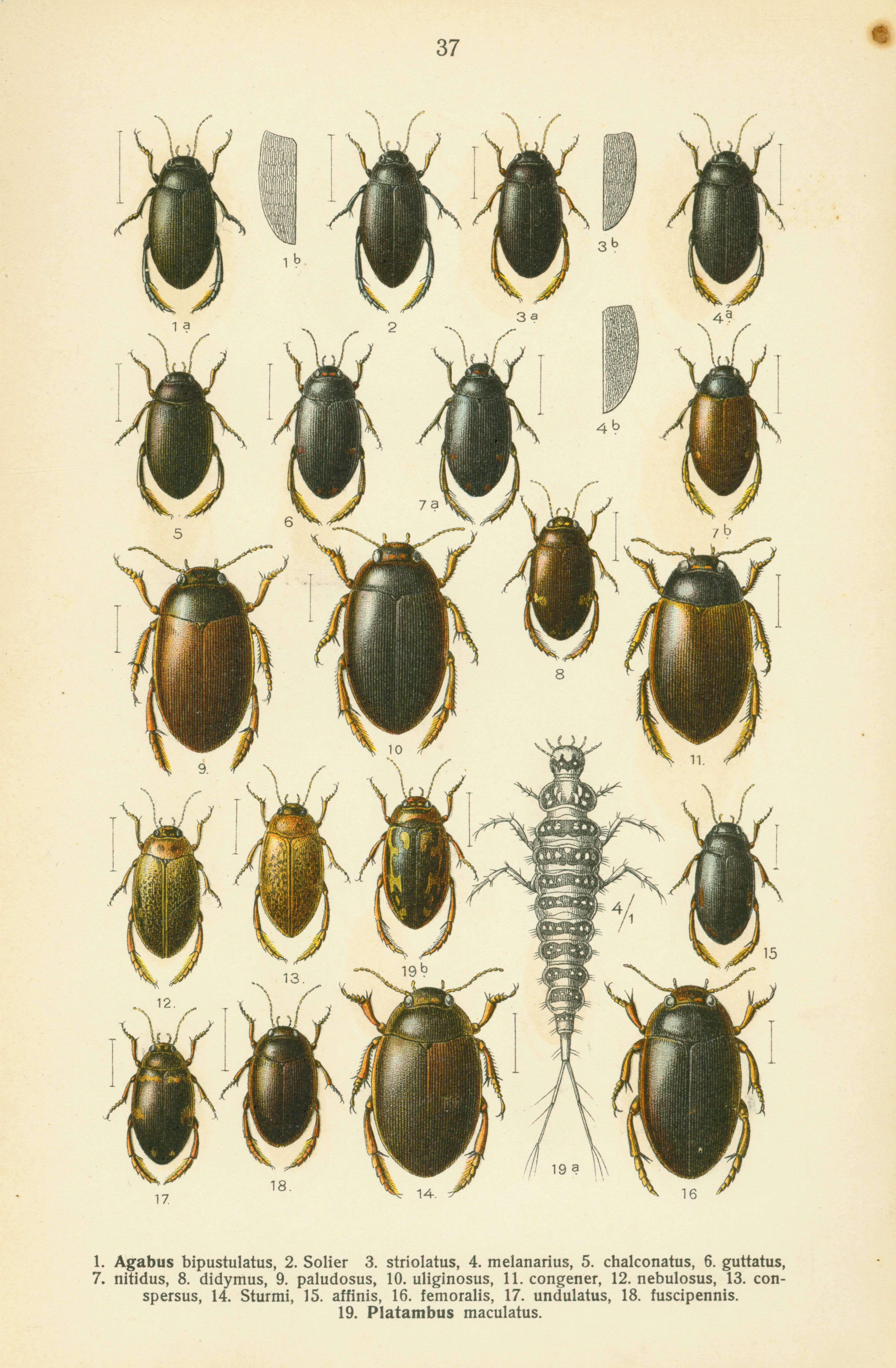